# Philippine National Railways

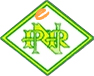
Altes Logo der Philippine National Railways

Philippine National Railways (Filipino: Pambansang Daangbakal ng Pilipinas) ist die staatliche Eisenbahngesellschaft der Philippinen. Sie wurde am 20. Juni 1946 mit dem Präsidentenerlass 4156 durch die Verstaatlichung der Manila Railroad Company (MRR) gegründet. Die Gesellschaft ist verantwortlich für die Wartung und den Neubau des Streckennetzes, den Betrieb der Verkehrsstationen und der Bahnhöfe sowie die Sicherstellung des überregionalen Eisenbahnverkehrs.

## Streckennetz

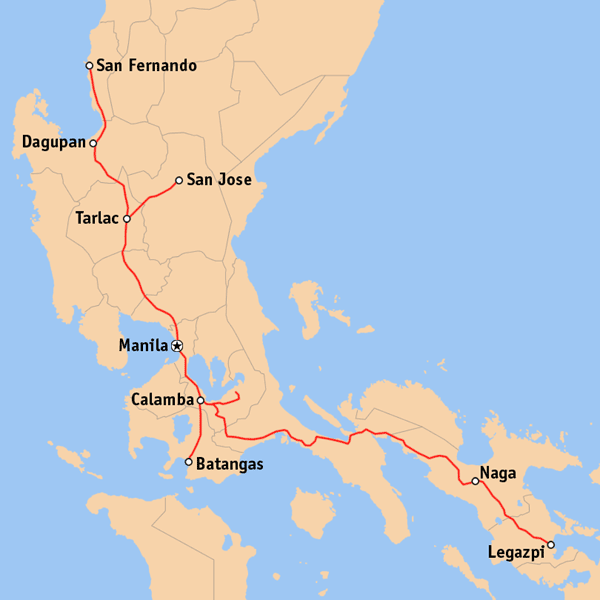
Streckennetz der Philippine National Railways Stand 1970

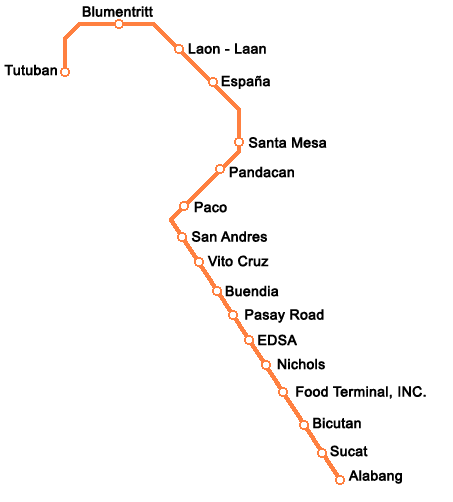
Südstrecke der von der PNR betriebenen Regionalverbindung in Metro Manila

Die Philippine National Railways betreiben auf der Insel Luzon ein Streckennetz von 797 km (Stand 2012), zu dem auch Teile des S-Bahn-Systems Metro Manila der Hauptstadtregion gehören. Zwei Linien der Mass Rapid Transit Manila werden von der Light Rail Transit Authority (LRTA) betrieben. Die letzte Fernbahnverbindung der Philippine National Railways und des Landes war bis im September 2013 die South Main Line, im Fahrplan als Orange Line ausgewiesen. Sie verband Manila mit Ligao City in der Provinz Albay. Die Reisezeit auf der 445 km langen Strecke betrug ca. 10 Stunden 30 Minuten. Aktuell (Stand September 2016) sind als davon lediglich die Teilstrecken Tulubang-Alabang in Metro Manila und Sipocot-Naga-Legazpi in Bicol in Betrieb.
Die nördliche Verbindung in die Provinzen Bulacan, Tarlac, Nueva Ecija, Pampanga, Pangasinan und La Union wurde 1988 stillgelegt, sie soll nach dem Willen der philippinischen Regierung aber wieder aufgebaut werden.

## Geschichte

### Erste Anfänge

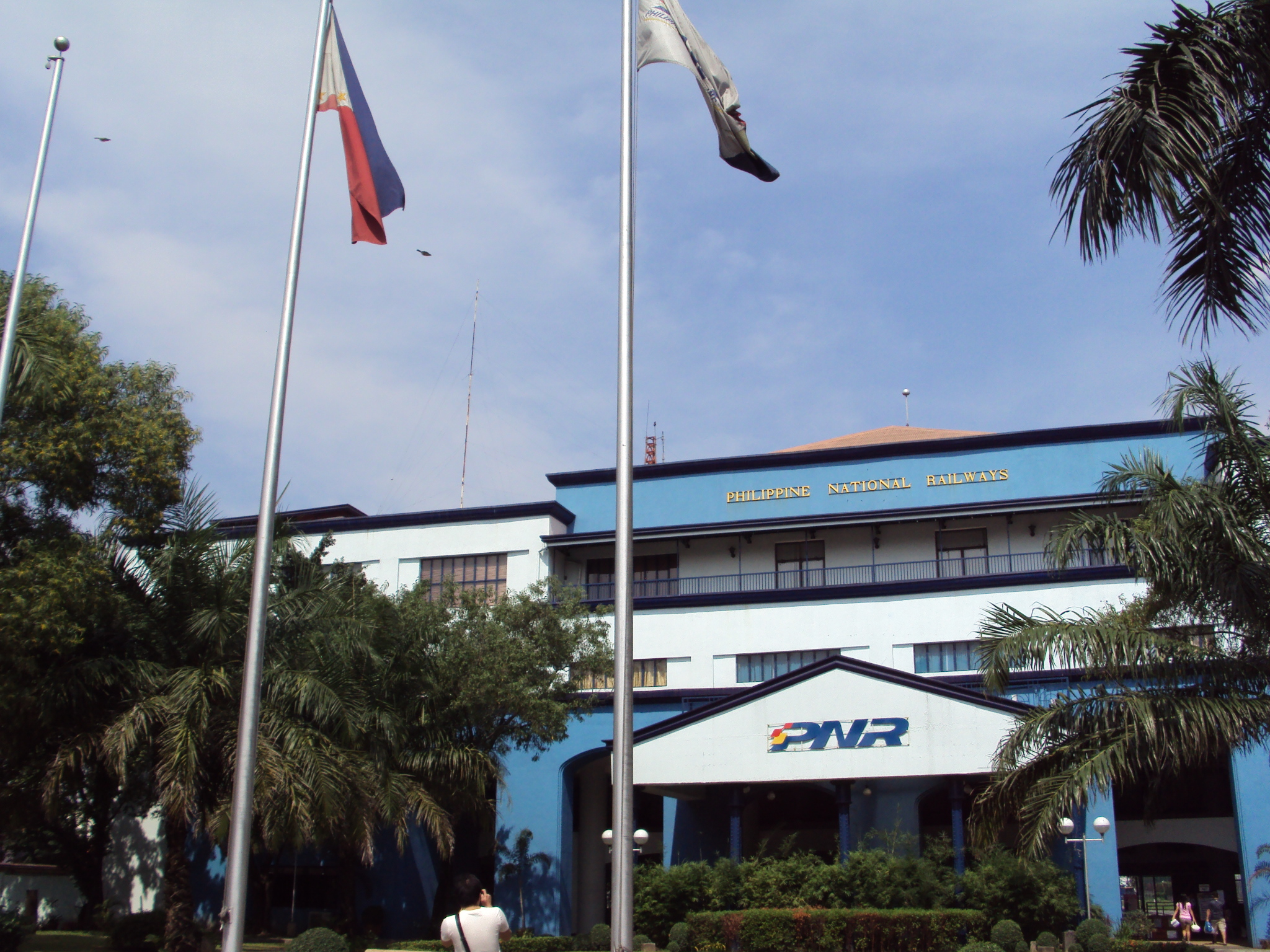
Hauptbahnhof Tutuban in Manila

Die Anfänge der Eisenbahn auf den Philippinen gehen auf das Jahr 1875 zurück, als der spanische König Alfons einen Erlass zum Aufbau eines geregelten Eisenbahnverkehrs auf den Philippinen unterschrieb. Fünf Monate später wurde von Don Eduardo Lopez Navarro der erste Plan vorgestellt, der den Namen Memoria Sobre el Plan General de Ferrocarriles en la Isla de Luzón trug. Elf Jahre später, am 1. Juni 1887, wurde die erste Konzession zum Aufbau der Strecke Manila-Dagupan an Don Edmundo Sykes vergeben, der die Ferrocarril de Manila-Dagupan gründen sollte, und die Streckenarbeiten begannen. Aus heute unbekannten Gründen wurde diese Konzession am 8. Juli 1887 an Don Carlos E. Bertodano übertragen. Der erste kommerzielle Eisenbahnverkehr auf dieser Strecke begann 1891, der Schienenstrang hatte eine Länge von 195,4 Kilometern. Während des Philippinisch-Amerikanischen Krieges wurde die Eisenbahngesellschaft von den US-Amerikanern beschlagnahmt und das Streckennetz zum Truppentransport verwendet.

### Höhepunkt
Im Jahr 1900 wurde die Bahngesellschaft wieder an ihren alten Besitzer zurückgegeben, 1902 wurde durch den Kongress der Vereinigten Staaten der Ausbau des Schienennetzes auf den Philippinen beschlossen. Dieser wurde jedoch durch den Ausbruch des Ersten Weltkriegs im Jahr 1914 behindert. Am 4. Februar 1916 wurde die Ferrocarril de Manila-Dagupan in Manila Railroad Company umbenannt, 1917 wurde dieses Unternehmen durch den Commonwealth der Philippinen schließlich nationalisiert. Weitere Höhepunkte der Eisenbahngeschichte auf den Philippinen waren die Inbetriebnahme der Bicol-Strecke am 13. September 1931 und die Verlängerung der Nordstrecke nach San Fernando, die am 8. Mai 1938 eingeweiht wurde. Die Eisenbahnlinien hatten zu diesem Zeitpunkt eine Gesamtlänge von 1140 Kilometern erreicht. Während des Zweiten Weltkriegs wurden ein Großteil der Schienenstränge und der Infrastruktur zerstört, außerdem wurde die Manila Railroad Company 1945 durch die US-Army beschlagnahmt. Bei Kriegsende waren nur noch 452 Streckenkilometer befahrbar und der Wiederaufbau begann. Am 1. Februar 1946 wurde die Manila Railroad Company an den Commonwealth der Philippinen zurückgegeben und später in Philippine National Railways umbenannt und endgültig verstaatlicht. Ein weiterer Höhepunkt war zwischen 1954 und 1956, als die Eisenbahngesellschaft die alten Dampflokomotiven durch neue Diesellokomotiven ersetzte.

### Niedergang
Der Niedergang des Eisenbahnverkehrs auf den Philippinen begann, als Anfang der 1970er Jahre der Marhalika Highway fertiggestellt wurde und die Fahrgäste vermehrt auf den Bus und auch auf das Flugzeug umstiegen. Außerdem setzten Unwetter, Taifune, Erdbeben und Vulkanausbrüche dem Streckennetz zu. Die Rekonstruktion der Schienenstränge scheiterte zumeist an mangelnden Finanzmitteln, Missmanagement und an der damals weit verbreiteten Korruption. Dies gipfelte 1988 in der Schließung der Nordstrecke. Die Bicol-Linie musste 1995 geschlossen werden, als der Taifun Rosing große Teile des Schienenstrangs zwischen Lucena City und Naga City zerstört hatte. Zuvor war 1993 bereits der Streckenabschnitt zwischen Iriga City und Legazpi City durch den Ausbruch des Vulkans Mayon zerstört worden. 1996 konnte die Strecke wieder in Betrieb genommen werden, jedoch nur bis Naga City. Im Jahr 2006 wurde sie jedoch erneut durch einen Taifun schwer beschädigt, so dass der Betrieb wiederum eingestellt werden musste.

### Neuanfang

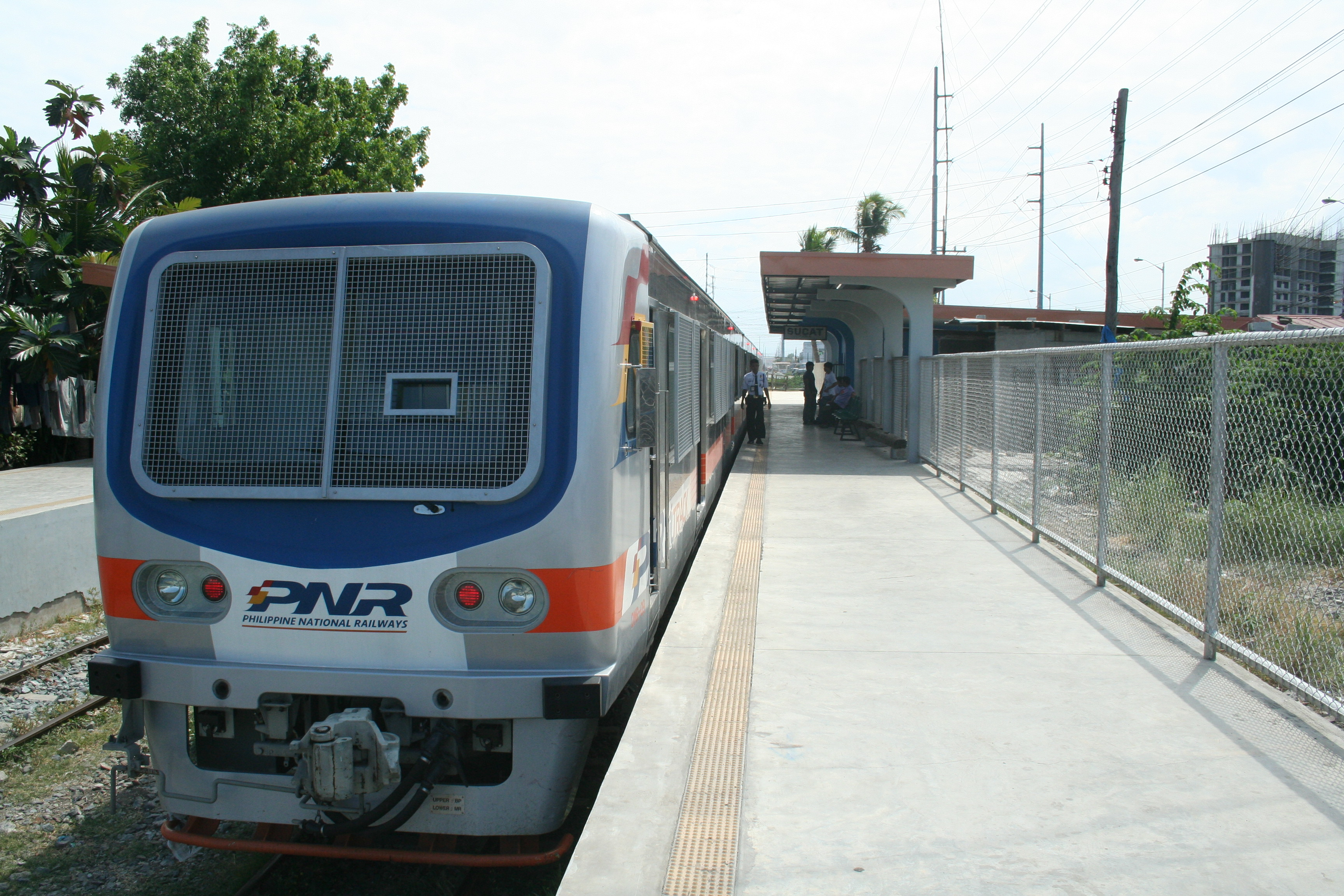
Moderner PNR Rotem Sucat Commuter Express in aktueller Farbgebung

Der Neuanfang wurde im Jahre 2001 durch die Präsidentin Gloria Macapagal-Arroyo eingeleitet. Unter ihrer Präsidentschaft wurde dem Wiederaufbau des Eisenbahnverkehrs auf der Insel Luzon Priorität eingeräumt. Nach langen Verhandlungen wurden in Japan, Südkorea und China ausländische Partner gefunden, um die umfangreichen Rekonstruktionsarbeiten zu finanzieren. Der Ausbau wurde im Großraum Manila begonnen, bis 2010 konnten die Bahnhöfe und Haltepunkte rekonstruiert werden. Mit der Anschaffung neuer Triebfahrzeuge des Typs PNR Rotem Sucat Commuter Express des Herstellers Hyundai Rotem Company wurde der Wagenpark für den Nahverkehr modernisiert. Nach aufwändigen Rekonstruktionen auf der Bicol-Strecke konnte sie 2011 bis Ligao City wieder in Betrieb genommen werden, am Teilstück Ligao nach Legazpi werden noch Rekonstruktionsarbeiten durchgeführt. Die Arbeiten an der Nordstrecke mussten jedoch 2011 vorerst eingestellt werden, nachdem der Hauptauftragnehmer nicht in der Lage war, die seit 2006 andauernden Arbeiten termingerecht innerhalb des Kostenplanes und in der geforderten Bauausführung zu realisieren. Die Ermittlungen der Staatsanwaltschaft ergaben, dass Korruption bei der Vergabe und Überwachung des Auftrages für den Fehlschlag verantwortlich war. Der Auftrag soll neu ausgeschrieben werden; jedoch kann eine Neuvergabe erst nach dem Ende des anstehenden Gerichtsverfahrens gegen die ehemalige Präsidentin Gloria Macapagal-Arroyo erfolgen.
Der seit 2010 amtierende Präsident Benigno Aquino III. erklärte die Förderung eines umweltfreundlichen öffentlichen Nah- und Fernverkehrs als eine Kernaufgabe seiner Präsidentschaft. Die umweltfreundliche Eisenbahn steht bei ihm im besonderen Interesse. Im Jahr 2011 wurde bekannt, dass die PNR 1,8 Mrd. philippinische Peso (32 Mio. €) in die Rekonstruktion des Streckennetzes und zusätzlich 250 Mio. Peso (ca. 5 Mio. €) in neue Triebwagen und klimatisierte Reisezugwagen investieren will. Zusätzlich sollen auch die Bahnhöfe und Haltepunkte in den Provinzen Laguna, Quezon, Camarines Sur und Albay renoviert werden. Von 2011 bis September 2013 wurden Intercity-Verbindungen von Manila nach Ligao City angeboten, jedoch bis heute (Stand September 2016) nicht wieder aufgenommen.

## Zuggattungen

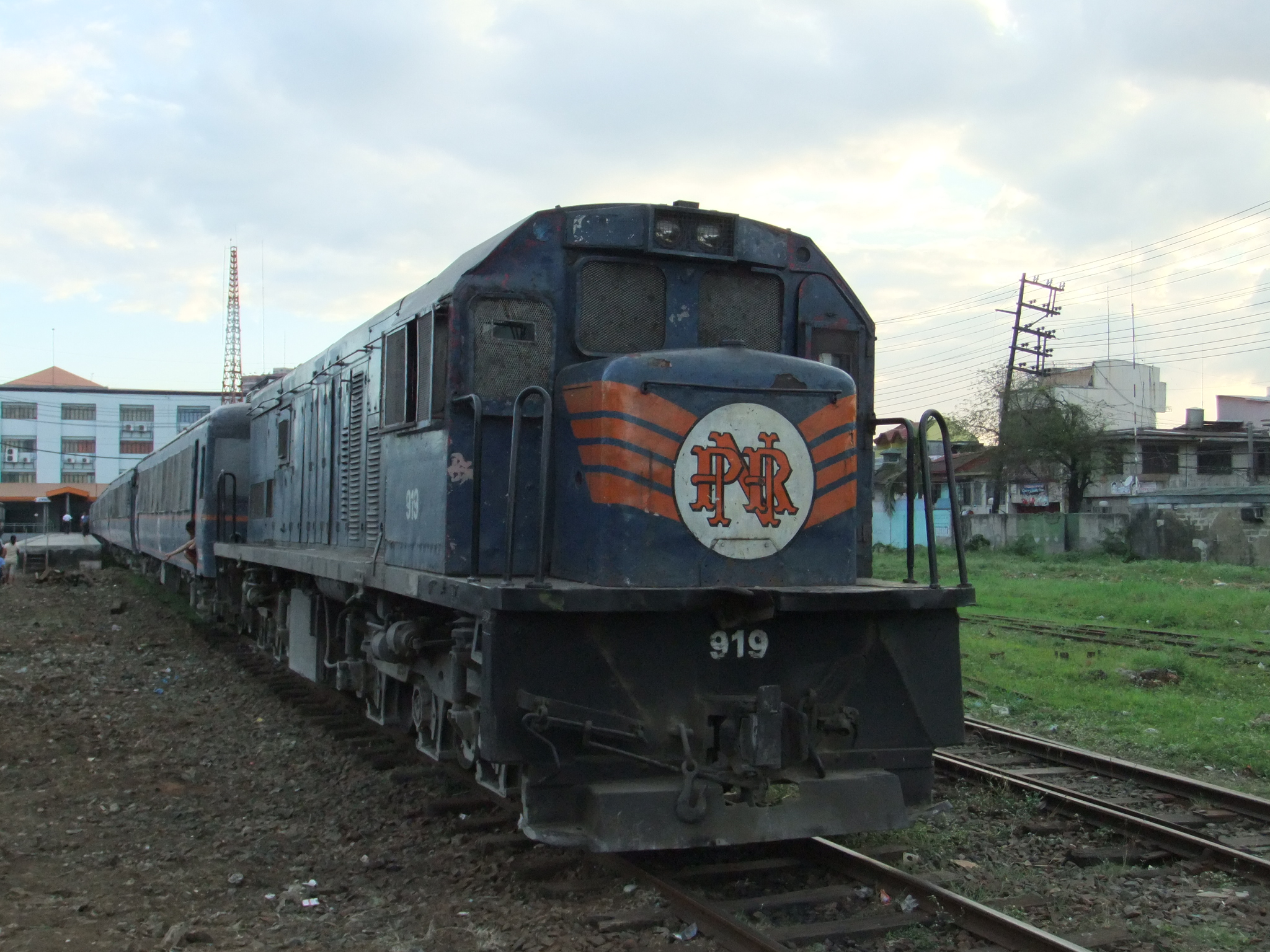
General Electric Lokomotive der JR Serie, die für die 12 Reisezugwagen des Mayon Limited als Zugmaschine dient, in alter Farbgebung

Die Philippine National Railways bot auf ihrem Streckennetz drei Zuggattungen an. Die ersten beiden Gattungen kommen allerdings im Moment nicht zum Einsatz.

### Mayon Limited
Der Mayon Limited verkehrt zwischen dem Hauptbahnhof Tutuban in Manila und Ligao City. Er ist als Nachtreisezug mit Schlafwagen ausgerüstet. Es wurden zwei Klassen angeboten: der Mayon Limited de Luxe (1. Klasse) und der Mayon Limited Ordinary (2. Klasse). Die Reisezeit beträgt 10 Stunden und 30 Minuten. Für eine behindertengerechte Beförderung wurden für Rollstuhlfahrer spezielle Stellplätze in den Reisezugwagen der 1. Klasse eingebaut. Es werden drei wöchentliche Zugpaare angeboten. Zwischenhalte bestehen unter anderem in San Pablo City, Lucena City, Ragay, Naga City und Iriga City.

### Bicol Express
Der Bicol Express verkehrte zwischen dem Hauptbahnhof Tutuban in Manila und Naga City. Er wurde als Nachtreisezug teilweise mit Schlafwagen ausgerüstet. Pro Tag und Richtung verkehrte ein Zug, vier Reiseklassen wurden angeboten: Economy, Reclining Aircon, Family Sleeper, Executive Sleeper. Für die 377,57 km lange Strecke benötigt der Bicol-Express laut Fahrplan ca. 10 Stunden.

### Metro Commuter
In Nord-Süd-Richtung verkehrt der Metro Commuter zwischen dem Hauptbahnhof Tutuban in Manila und der Haltestation Alabang in Muntinlupa City 21 mal täglich. Nur am Abend gibt es zwei Züge, die verlängert werden. Der eine fährt weiter bis zur Station Mamatid und der andere weiter bis zur Endstation Calamba in Calamba City. In Süd-Nord-Richtung verkehrt der Metro Commuter ebenfalls 21 mal täglich zwischen Alabang und Tutuban. Nur morgens startet davon ein Zug bereits in Mamatid und einer in Calamba. Auf dieser Strecke werden hauptsächlich nicht nur die Dieseltriebwagen des Hyundai Rotem eingesetzt, sondern auch Kawasaki-Elektrotriebwagen der Serie 203. Diese werden  aber von alten Dieselloks aus den 70ern gezogen und haben einen Dieselgenerator in einem Wagen eingebaut, der für die Stromversorgung der Türen, Licht und Klimaanlagen benötigt wird.

## Galerie

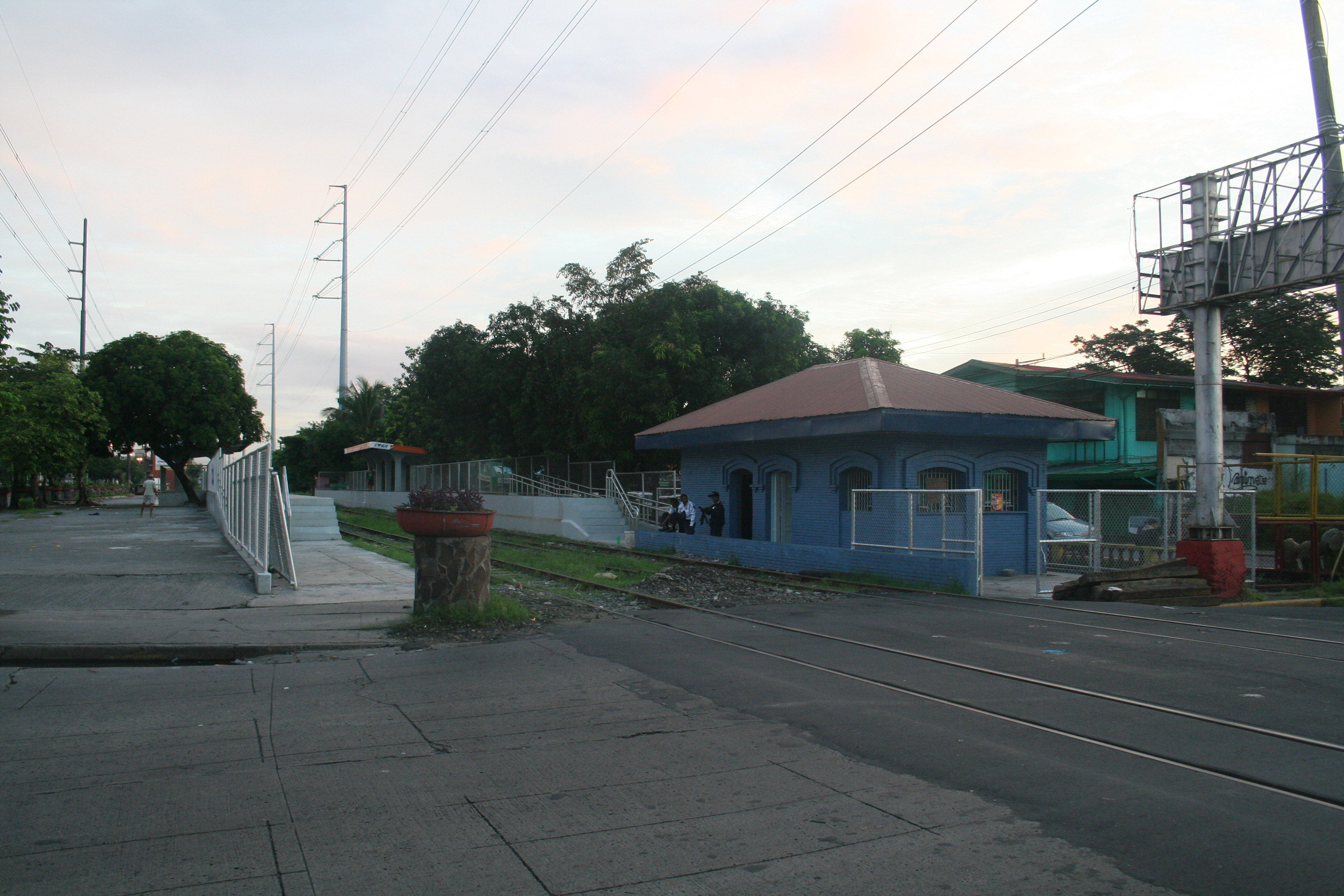
Renovierte Bahnstation Vito Cruz
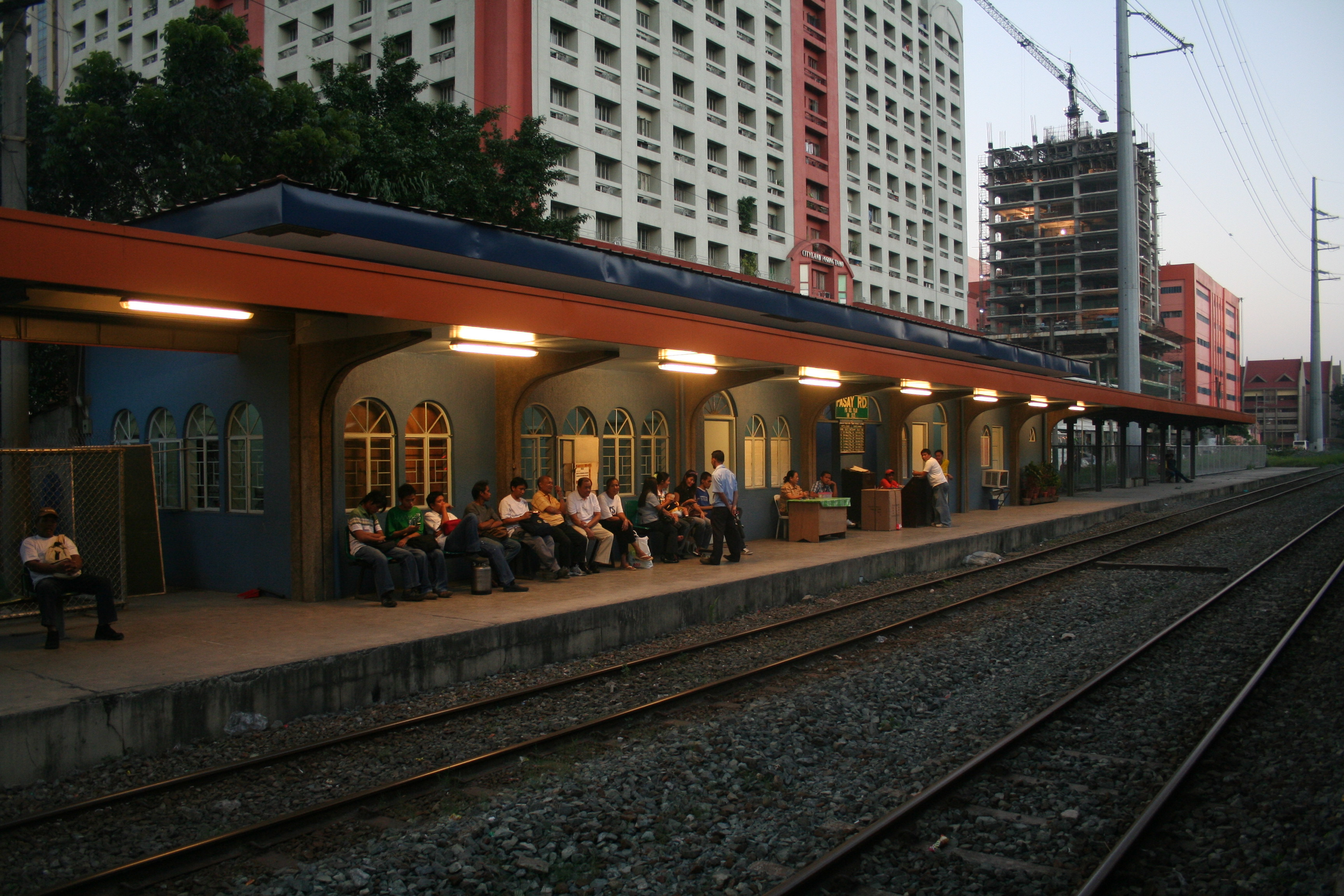
Bahnstation Pasay Road
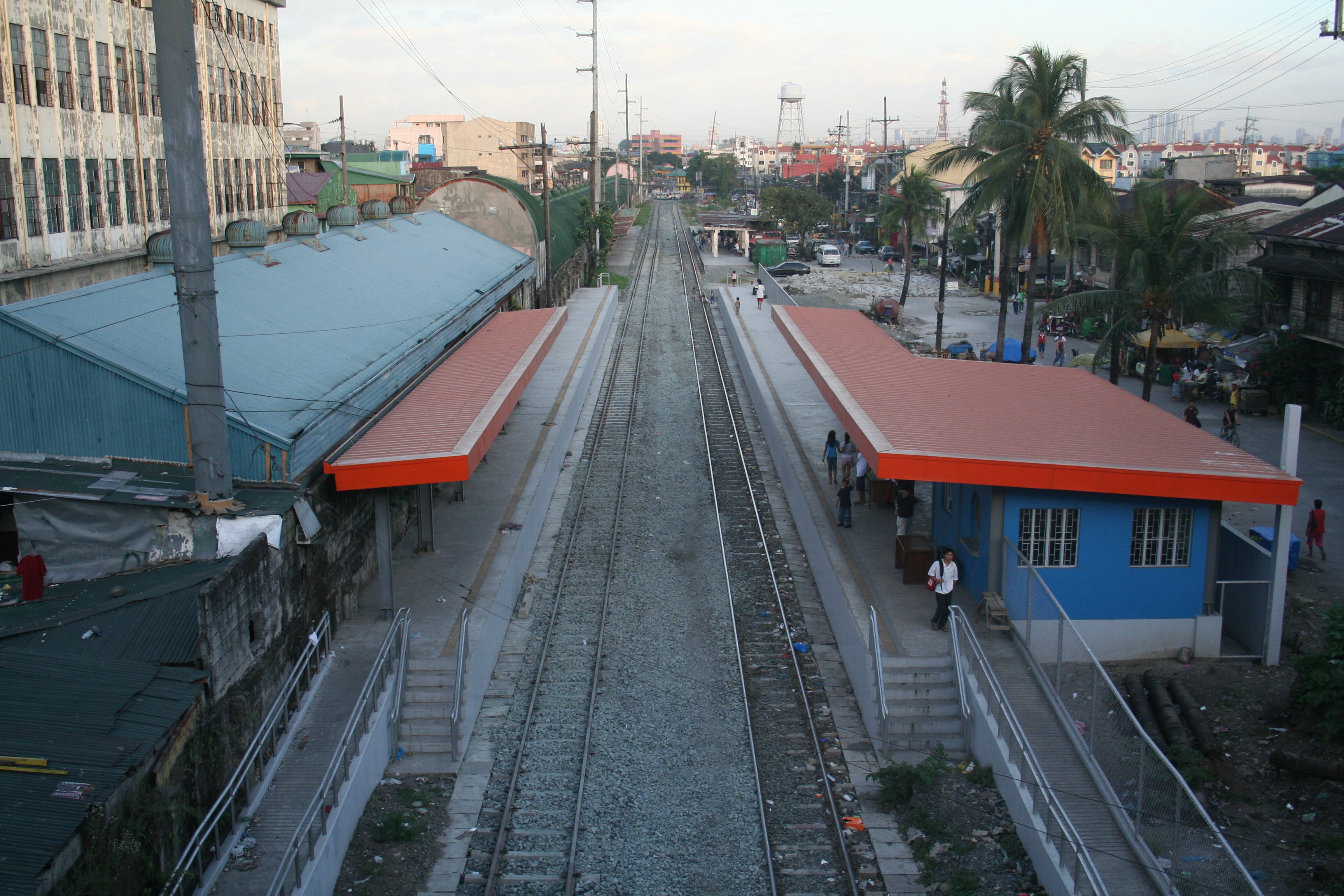
Haltepunkt Blumentritt
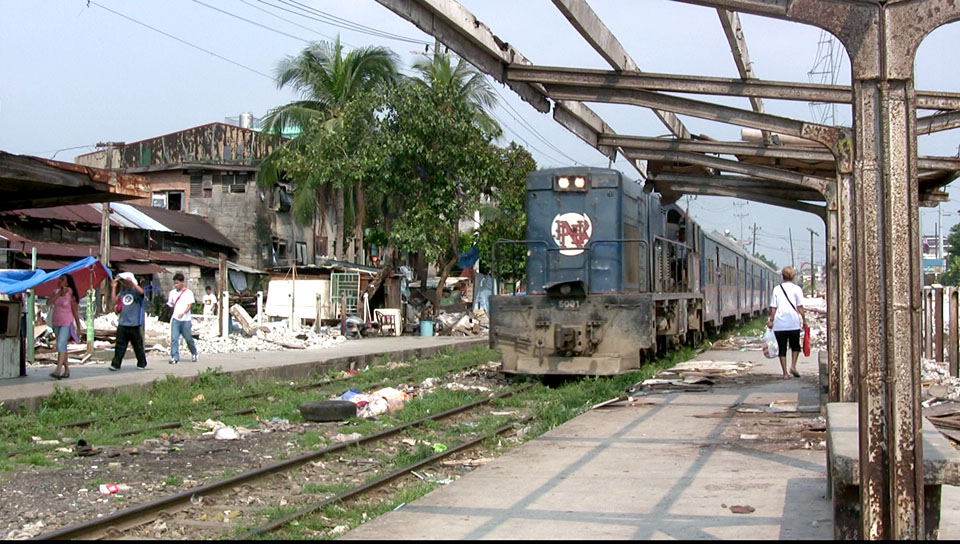
Bahnstation Mesa vor der Renovierung (2006)
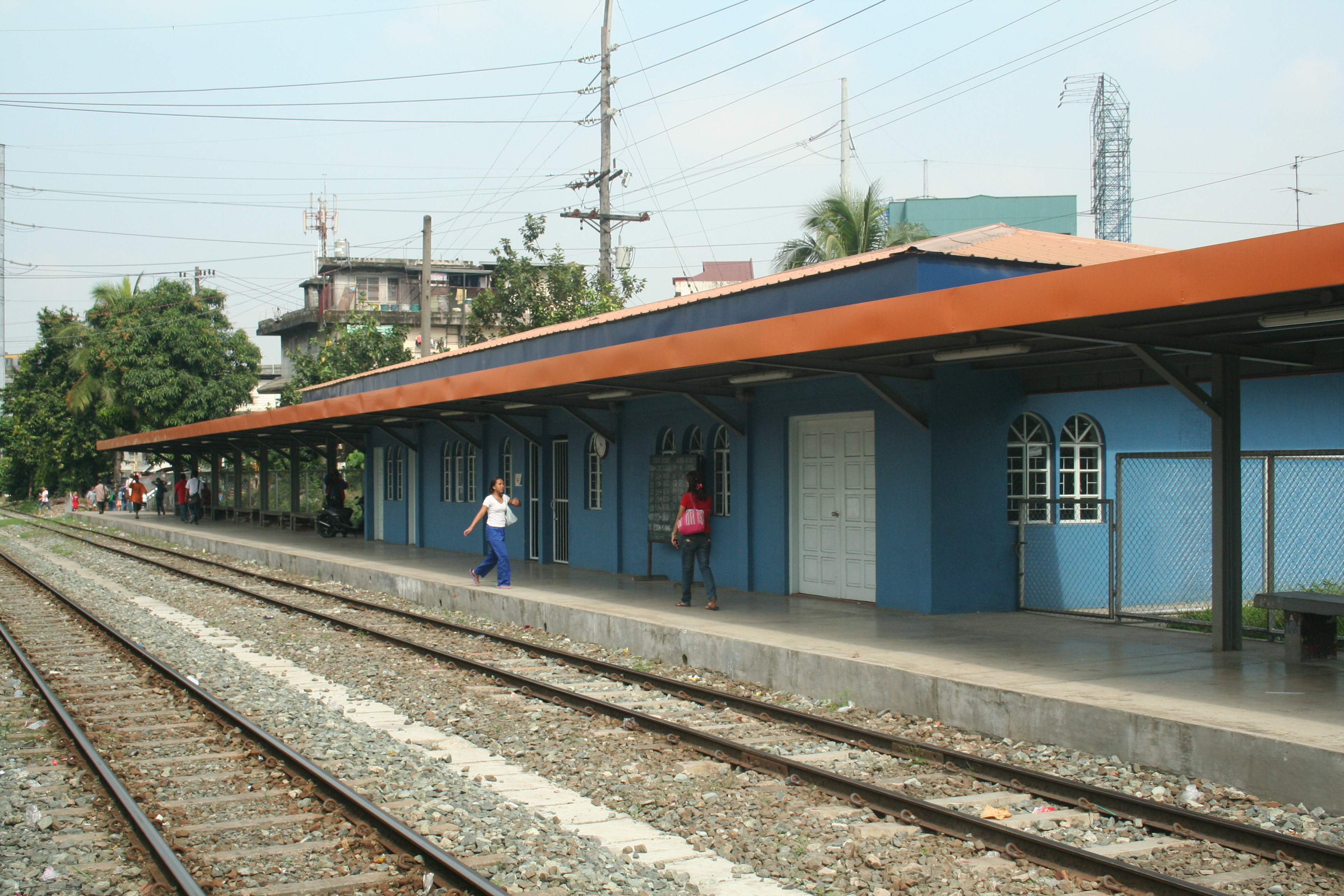
Bahnstation Mesa nach der Renovierung (2009)